# بنو عاملة

بنو عاملة بطن من بطون سبأ وهي قبيلة عربية قحطانية قديمة هاجرت من جنوب الجزيرة العربية، ونزلوا بالقرب من دمشق في جبل هناك يعرف بجبل عامل.

## بنو عاملة
أختلف في نسب عاملة على عدة أقوال، منها:
- عاملة بن الحارث بن بن مُرة بن أدد بن زيد بن يشجب بن عريب بن مالك بن زيد بن كهلان، وهو قول وهب بن منبه ومصعب الزبيري وابن أبي خيثمة والزبير بن بكار.[2][3][4][5]
- ‌ ‌عاملة هم بنو الحارث بن عديِّ بن الحارث بن مُرة بن أدد بن زيد بن يشجب بن عريب بن زيد بن كهلان، وهو قول ابن الكلبي وابن حزم.[6][7]

وعن سبب تسميتهم بعاملة، قال ابن الكلبي: «ولد الحَارِث بن عَدِيّ بن الحرِث بن مُرَّة بن أُدَد بن زَيْد بن يشْجُب بن عَرِيب بن زَيْد بن كَهْلاَن، وهو عَمِلَةُ: الزُّهَدَ، ومُعاوِيةَ، امهما: عَامِلَةُ بنت مَلِك بن ودِيعَةَ بن الحَاف بن قُضَاعَة، اليها يُنْسَبون، وبها يعرفون».

## اشارات مرجعية
1. ↑  المختصر في أخبار البشر - المؤلف : أبو الفداء - 1/66
2. ↑  التيجان في ملوك حمير - وهب بن منبه - الصفحة 411. نسخة محفوظة 2022-10-25 على موقع واي باك مشين.
3. ↑  نسب قريش - مصعب بن عبد الله الزبيري - الصفحة 9. نسخة محفوظة 2022-10-25 على موقع واي باك مشين.
4. ↑  التاريخ الكبير - ابن أبي خيثمة - الصفحة 195. نسخة محفوظة 2022-10-26 على موقع واي باك مشين.
5. ↑  جمهرة نسب قريش وأخبارها - الزبير بن بكار - الصفحة 226. نسخة محفوظة 2022-06-11 على موقع واي باك مشين.
6. 1 2  نسب معد واليمن - ابن الكلبي - ج1 - الصفحة 198. نسخة محفوظة 2022-10-25 على موقع واي باك مشين.
7. ↑  جمهرة أنساب العرب - ابن حزم- ج1 - الصفحة 681. نسخة محفوظة 2022-10-25 على موقع واي باك مشين.